# Liz Sugg
Elizabeth Grace Sugg (née le 2 mai 1977) est une femme politique et conseillère politique conservatrice britannique. 

## Biographie
Sugg est diplômé de l'Université de Newcastle. 
Elle est responsable de la préparation d’importantes rencontres internationales en Grande-Bretagne telles que le sommet du G8 de 2013 à Lough Erne et le sommet de l'OTAN en 2014 à Newport. 
Elle est chef des opérations au 10 Downing Street sous la présidence de David Cameron. Elle est nommée commandante de l'Ordre de l'Empire britannique (CBE) lors des honneurs de dissolution du gouvernement Cameron en 2015.  
Elle est nommée pour une pairie à vie dans les honneurs de démission du Premier ministre 2016 et créée baronne Sugg, de Coldharbour dans le Borough londonien de Lambeth, le 30 août 2016. 
Elle est nommée Baronne-en-attente (baronness-in-waiting, c'est-à-dire whip du gouvernement à la Chambre des lords) du 20 juin 2017 au 27 Octobre 2017. 
Elle est nommée sous-secrétaire d'État parlementaire au ministère des Transports (et ministre de l'aviation) le 27 octobre 2017 en remplacement de Lord Callanan. Elle est nommée sous-secrétaire d'État parlementaire au Développement international le 23 avril 2019. 